# Elizabeth Guess
Laurie Elizabeth Guess (* 11. Januar 1985 in Atlanta, Georgia) ist eine US-amerikanische Fußballspielerin.

## Karriere
Zwischen 2008 und 2012 spielte Guess mit Unterbrechungen für die zweitklassigen Teams SoccerPlus Connecticut und die Atlanta Silverbacks in der WPSL beziehungsweise W-League. In der Saison 2012/13 der BeNe League lief sie für ADO Den Haag auf und kam am 27. September 2012 gegen den FK Rossijanka zu einem Einsatz in der 1. Runde der Champions League.
Anfang 2013 wurde sie als sogenannter Discovery Player von den Boston Breakers für die neugegründete NWSL verpflichtet. Ihr Ligadebüt gab sie am 14. April 2013 gegen Washington Spirit. Noch im April wurde ihr Vertrag von Boston aufgelöst, jedoch unterschrieb sie nur wenige Tage später beim Ligakonkurrenten aus Portland. Durch ihren ersten Einsatz für ihr neues Team am 27. April 2013 wurde sie zur ersten Spielerin in der noch jungen Geschichte der NWSL, die für zwei verschiedene Franchises aufgelaufen war.
Anfang Januar 2014 wurde Guess zusammen mit Torfrau Addie Gay von Portland freigestellt und kehrte in der Folge zu den Atlanta Silverbacks zurück.

### Nationalmannschaft
Guess spielte für die US-amerikanische U-16-, U-17- und U-23-Auswahl.

## Erfolge
- 2013: Meisterschaft in der NWSL (Portland Thorns FC)